# Friedrich Bechina
Friedrich Bechina FSO (* 6. November 1966 in Wien) ist ein österreichischer römisch-katholischer Ordenspriester und langjähriger Kurienbeamter. Während seiner Tätigkeit in der Bildungskongregation erwarb sich Bechina einen Ruf als profilierter Experte der römischen Kurie für internationale Hochschulpolitik und prägte das Wirken des Heiligen Stuhls in diesem Bereich nachhaltig mit.

## Leben
Friedrich Bechina stammt aus einer Wiener Juristen- und Ministerialbeamtenfamilie. Er war Berufsoffizier der österreichischen Armee und studierte Ökonomie an der Wirtschaftsuniversität Wien sowie Katholische Fachtheologie an der Universität Wien, ehe er 1991 der Geistlichen Familie „Das Werk“ (FSO) beitrat, einer ordensähnlichen geistlichen Gemeinschaft. 1996 wurde er an der Päpstlichen Universität Gregoriana in Rom zum Doctor theologiae promoviert. Seine Doktorarbeit wurde 1997 mit dem Robert-Bellarmin-Preis der Universität „für die beste theologische Dissertation des Jahres 1996 an der ‹Gregoriana›“ ausgezeichnet. 1997 empfing er das Sakrament der Priesterweihe. Bis 2001 war er Kaplan in der Pfarre St. Sebastian in Gisingen unter Stadtpfarrer Armin Michler (1920–2005), der von 1970 bis 2002 in Gisingen amtierte und die Pfarrei an die FSO übergab.
Seit 2001 war Bechina für die Kongregation für das Katholische Bildungswesen tätig. Dort war er bis 2005 verantwortlich für die Priesterausbildung, das katholische Schul- und Hochschulwesen im deutschen Sprachraum und katholische Hochschulen in Osteuropa. Ab 2005 baute er den neuen Arbeitsbereich seines Dikasteriums für internationale Hochschulzusammenarbeit, Bildungsreform, Staatskirchenrechtsfragen und Öffentlichkeitsarbeit auf, dessen Leitung er übernahm. In dieser Funktion vertrat er den Heiligen Stuhl hochschulpolitisch bei internationalen Organisationen wie der UNESCO oder dem Europarat und koordinierte den Anschluss des päpstlichen Hochschulwesens an den Bologna-Prozess. 2009 wurde er Vorstandsmitglied der innerhalb der Bildungskongregation 2007 gegründeten internationalen Agentur AVEPRO des Heiligen Stuhls für die Qualitätsförderung und Qualitätssicherung an kirchlichen Universitäten und Fakultäten. Im gleichen Jahr übertrug Papst Benedikt XVI. dem von Bechina maßgeblich geleiteten Bereich für internationale Zusammenarbeit der Bildungskongregation wesentliche Kompetenzen, die vorher beim vatikanischen Staatssekretariat angesiedelt waren. Bechina war 2010/11 gewähltes Mitglied im Steuerungskomitee des Europarats für Hochschulbildung und Forschung (Steering Committee for Higher Education and Research, CD-ESR).
Papst Benedikt XVI. ernannte Bechina am 15. Februar 2013 zum Untersekretär der Bildungskongregation. In dieser Funktion befasste er sich auch weiter mit der internationalen Hochschulpolitik des Heiligen Stuhls sowie den rechtlich-konkordatären Grundlagen für die Zusammenarbeit zwischen Kirche und Staat im Bildungsbereich weltweit. 2015/16 wurde er in den Hochschul-Expertenbeirat des Europarats aufgenommen und war an der Erarbeitung der UNESCO-Studienanerkennungskonventionen für Asien, Afrika und seit 2019 auch weltweit beteiligt. Infolge der Kurienreform unter Papst Franziskus fusionierte die Kongregation 2022 mit dem Päpstlichen Kulturrat zum Dikasterium für die Kultur und die Bildung. Im Zuge dieser Umstrukturierung verlor Bechina im Juli 2022 sein Amt und schied im September 2022 nach 21 Jahren aus dem Kuriendienst aus. Auch künftig beabsichtigt er, im Hochschulsektor oder in der kirchlichen Bildungspolitik tätig zu sein. Er wurde dann Lehrbeauftragter für Dogmatik an der Philosophisch-Theologische Hochschule Benedikt XVI.

## Schriften (Auswahl)
- Die Kirche als «Familie Gottes». Die Stellung dieses theologischen Konzeptes im Zweiten Vatikanischen Konzil und in den Bischofssynoden von 1974 bis 1994 im Hinblick auf eine «Famila-Dei-Ekklesiologie» (= Analecta Gregoriana, Band 272). Editrice Pontificia Università Gregoriana, Rom 1998, ISBN 88-7652-776-1 (zugleich Dissertation, Rom 1996). Rezension: Lothar Lies SJ, in: ZKTh 127 (2005), S. 101–104.
- Auf dem Weg zur Qualitätskultur. Kirchliche Hochschulstudien vor den Herausforderungen einer „Audit Society“. In: ET-Studies 3 (2012), Heft 2, S. 211–234.
- als Mitautor und Hrsg. mit Zenon Grocholewski, Ludger Müller, Martin Krutzler OCist: Katholisch-Theologische Fakultäten zwischen „Autonomie“ der Universität und kirchlicher Bindung. Be&Be-Verlag, Heiligenkreuz 2013, ISBN 978-3-902694-65-2.
- Kirchliche Hochschulstudien vor den Herausforderungen gegenwärtiger Entwicklungen der internationalen Hochschulpolitik. In: Marek Jędraszewski, Jan Zbigniew Słowiński (Hrsg.): Quod iustum est et aequum. Scritti in onore del Cardinale Zenone Grocholewski per il cinquantesimo di sacerdozio (Festschrift Zenon Grocholewski). Erzbistum Posen, Poznań 2013, S. 300–325.
- Universitäre Theologie im Spannungsfeld kirchlicher und gesellschaftlicher Erwartungen heute. In: Gerhard Krieger (Hrsg.): Zur Zukunft der Theologie in Kirche, Universität und Gesellschaft (= Quaestiones Disputatae, Band 283). Herder, Freiburg im Breisgau 2017, ISBN 978-3-451-02283-8, S. 41–106.